# کومیتاس کیومورجیان
کومیتاس کیومورجیان (ارمنی: Գոմիդաս Քէումուրդճեան؛ انگلیسی: Gomidas Keumurdjian شناخته بانام Cosma de Carboniano؛ ح. ۱۶۵۶ – ۵ نوامبر ۱۷۰۷) کشیش کلیسای حواری ارمنی‌تبار که دیرتر به کلیسای کاتولیک ارمنی گروید.

## زندگی‌نامه
وی در ح. ۱۶۵۶ در کنستانتینوپل به دنیا آمد. وی در۵ نوامبر ۱۷۰۷ در سن ۵۱ سالگی در کنستانتینوپل گردن زده شد.

## نگارخانه

- پرونده:Կոմիտաս Քյոմուրճյան.jpg